# XXVIII Gruppo
Il XXVIII Gruppo era un gruppo di volo della Regia Aeronautica, attivo nell'8º Stormo.

## Storia

### Regia Aeronautica
Al 1º gennaio 1931 è formato dalla 10ª Squadriglia e dalla 19ª Squadriglia al Campo della Promessa di Lonate Pozzolo sui Caproni Ca.73 della Regia Aeronautica.
Il 18 ottobre lo stormo fu posizionato sull'Aeroporto di Poggio Renatico. In vista dell'inizio delle operazioni belliche in Africa orientale, lo stormo fu equipaggiato con i bombardieri ricognitori monomotori Caproni Ca.111.

### Guerra d'Etiopia
Il XXVIII Gruppo bombardamento era formato da:
- 10ª Squadriglia (Aeroporto di Assab);
- 19ª Squadriglia (Assab).

Il 18 ottobre 1935 termina l’imbarco del reparto; a partire dai primi di novembre gli aerei vengono montati e collaudati; i primi voli di guerra sono del 23 novembre inquadrati nell’8º Stormo.
Al 15 gennaio 1936 era a Gura (Eritrea) quando sgancia 6 bombe C500T all'Iprite sul torrente Glavà.

### Africa Orientale Italiana
Al 1º ottobre 1936 il XXVIII Gruppo autonomo era nel Comando settore aeronautico nord di Asmara nell'ambito dell'Africa Orientale Italiana.

### Guerra civile spagnola
Nel novembre 1935 nasce a Poggio Renatico un altro Reparto, sempre denominato 8º Stormo, nel quale i Gruppi e le Squadriglie hanno gli stessi numeri ed insegne degli originali. Per riconoscere i nuovi dagli originali, viene aggiunto ai primi il termine Bis oppure sono chiamati rispettivamente 8º Stormo Metropolitano ed 8º Stormo Africa Orientale. Il nuovo Stormo viene dotato di aerei Caproni Ca.74, Caproni Ca.100, Caproni Ca.102, Ca 111 e dal gennaio 1936, con il trasferimento all'Aeroporto di Bologna-Borgo Panigale, di velivoli SIAI S.M.81.
Nel gennaio 1937 il Gruppo Metropolitano riceve i nuovi aerei da bombardamento veloce S.M.79.
Il 30 novembre 1937, dopo aver cancellato le insegne di nazionalità, le matricole militari degli aerei e delle armi di bordo, nonché aver adottato colori mimetici adatti al nuovo territorio, 12 S 79 del Gruppo (10ª e 19ª Squadriglia) si spostano all'Aeroporto di Palma di Maiorca.
Nel gennaio 1938 era a Palma di Maiorca nell'8º Stormo dell'Aviazione Legionaria.

### Seconda guerra mondiale
Al 10 giugno 1940 il 28º Gruppo del Mag. Michele Banchio sui Savoia-Marchetti S.M.79 è a Villacidro con la 10ª e 19ª Squadriglia con 8 SM 79 ognuna nell'8º Stormo Bombardamento Terrestre e nell'Aeronautica dell'Africa Orientale il 28º Gruppo Bombardieri Bis con la 10ª e 19ª Squadriglia con 6 Savoia-Marchetti S.M.81 ognuna era a Zula.
Il 3 settembre 1940 il gruppo va all'Aeroporto di Alghero-Fertilia ed il 4 dicembre ritornava a Villacidro Trunconi.
Ai primi di settembre 1943 era nell'8º Stormo Bombardamento Terrestre all'Aeroporto di Perugia con la 19ª e 10ª Squadriglia nella 3ª Squadra aerea. Al 2 maggio 1945 era con i Martin 187 Baltimore della 19ª Squadriglia e 260ª Squadriglia a Campomarino nello Stormo Baltimore.

### Il dopoguerra
Il 3 giugno 1945 è all'Aeroporto dell'Urbe, viene poi trasferito prima sull'aeroporto di Guidonia (RM) e febbraio del 1948, sull'aeroporto di Bari-Palese dove viene dotato di velivoli P-38 Lightning per la 19ª Squadriglia e la 260ª Squadriglia.
Il 1º novembre 1948 il reparto concorre a ricostituire il 3º Stormo Caccia.
In seguito riceve la dotazione del caccia statunitense North American P-51 Mustang. Il 1º gennaio 1955 inizia il trasferimento sull'Aeroporto di Villafranca (VR) dove viene messo in posizione quadro; il 1º ottobre 1955 iniziano a essere assegnati i velivoli Republic F-84 Thunderjet e ritorna operativo. L'8 dicembre dello stesso anno vengono assegnati i nuovi Republic RF-84F Thunderflash.
Nel 1960 Basilio Cottone, futuro Capo di stato maggiore dell'Aeronautica Militare, assume il comando del 28º Gruppo caccia ricognitori.
Dal 15 aprile 1966 riceve anche la 18ª Squadriglia.
Il 27 febbraio 1970 vengono consegnati al Gruppo i primi tre RF-104G, versione da ricognizione del velivolo Lockheed F-104 Starfighter.
Dal 6 gennaio al 10 marzo 1991, sei F-104G con il POD vengono impiegati nella Prima guerra del golfo, rischierati sull'aeroporto di Ehrac (vicino a Malatya) in Turchia).
Dal giugno 1993 il gruppo inizia la transizione sul velivolo AMX.
Dal luglio 1996, alternandosi fra loro, il 132º Gruppo e il 28º Gruppo partecipano all'Operazione Decisive Endeavor svolgendo missioni di ricognizione fotografica.
Il 30 settembre 1997 il Gruppo viene messo in posizione quadro.
Il primo Febbraio 2005, il 28° Gruppo viene ricostituito sulla base aerea di Amendola (Foggia) alle dipendenze del 32° Stormo prendendo il personale ed i velivoli "Predator A" RQ-1 del già esistente Gruppo Velivoli Teleguidati. Dal 2008 acquisisce anche il velivolo "Predator B" MQ9-A